# Mayfield (Nueva York)
Mayfield es un pueblo ubicado en el condado de Fulton en el estado estadounidense de Nueva York. En el año 2000 tenía una población de 6.432 habitantes y una densidad poblacional de 42.5 personas por km².

## Demografía
Según la Oficina del Censo en 2000 los ingresos medios por hogar en la localidad eran de $37,982, y los ingresos medios por familia eran $42,289. Los hombres tenían unos ingresos medios de $30,326 frente a los $22,105 para las mujeres. La renta per cápita para la localidad era de $17,972. Alrededor del 8.6% de la población estaban por debajo del umbral de pobreza.